# Ordem dos Servos de Maria
A Ordem dos Servos de Maria (Latim: Ordo Servorum Beatae Virginis Mariae),[carece de fontes?] (sigla O.S.M.) é uma ordem religiosa de frades dedicados a uma devoção particular a Nossa Senhora das Dores. Os seus membros religiosos são normalmente chamados de Frades Servos de Maria ou, simplesmente, Servitas.
Os Servitas tem origem a partir dos Sete Santos Fundadores da Ordem dos Servitas, festejados coletivamente pela Igreja em 17 de fevereiro. Todos eram ricos comerciantes da região. Assim, pela paz, constituíram a Companhia de Nossa Senhora das Dores. Como eram nobres e ricos, retiraram-se para a solidão do Monte Senário para se dedicarem à penitência e à oração.
Terá sido São Filipe Benício, ao ser eleito seu Prior Geral em 5 de junho de 1267, que  reformou os estatutos transformando-a em ordem mendicante. Ele também foi aclamado Papa, mas renunciou.
Foi igualmente ele, com a colaboração Santa Juliana Falconeri que era sobrinha do referido fundador desta ordem o Santo Alécio Falconieri, que deram início à Ordem Terceira da Congregação dos Servitas, sua congénere.